# Гебетнер и Вольф (издательство)

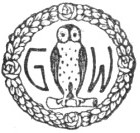
Логотип издательства «Гебетнер и Вольф»

Издательство «Гебетнер и Вольф» (пол. Firma księgarsko-wydawnicza «Gebethner i Wolff») — польское книгоиздательское предприятие.
На волне промышленного подъема во второй половине XIX в. в Польше, входившей в состав Российской империи, стали создаваться новые издательства.
Книгоиздательский дом «Гебетнер и Вольф» основан Густавом Адольфом Гебетнером и Августом Робертом Вольфом в Варшаве в 1857 году. Крупнейшее в истории польского книжного дела издательство «Гебетнер и Вольф», выпустило до 1937 г. свыше 7 тысяч наименований книг и 7147 нотных изданий.
В разные периоды своей деятельности имело ряд филиалов во многих городах Польши и заграницей, в том числе, в Кракове), Люблине, Познани, Лодзи, Закопане, Париже. Распространяло книжную продукцию в России, США и Франции.
В 1913 г. вступило в акционерное общество The Polish Book Importing Co. в Нью-Йорке.
Издательство издавало большими тиражами школьные учебники, художественную литературу, произведения для детей и юношества, популярные серии для народа, книги по истории, словари, справочники, книги по музыке и ноты.
В списке изданного произведения польских классиков А. Мицкевича, Ю. Словацкого, Ю. Крашевского, М. Конопницкой, Б. Пруса, Э. Ожешко, Г. Сенкевича, Вл. Реймонта, С. Жеромского, Я. Ивашкевича, Л. Рыделя и многих других.
Осуществляло издание энциклопедий и ряда журналов, в частности «Tygodnik Ilustrowany» и «Kurier Warszawski». Издательство «Гебетнер и Вольф» приобретало права на издание новинок музыкальной жизни Польши, например, оперы С. Монюшко «Галька».
Иллюстрировали издания известные художники С. Выспяньский (1899) и др.
В 1929 г. Гебетнер выкупил долю Вольфа. В этот период времени главным редактором издательства был Александр Ват (настоящая фамилия — Хват).
В 1948 году фирма «Гебетнер и Вольф» была национализирована. В 1957 г. прекратила свою издательскую деятельность, а в 1973 г. и книжную торговлю.